# Lori Chalupny
Lori Chalupny Lawson (* 29. Januar 1984 in St. Louis, Missouri als Lori Christine Chalupny) ist eine ehemalige US-amerikanische Fußballspielerin und -trainerin.

## Karriere

### Spielerin

#### Verein
Chalupny begann ihre Fußballerinnenkarriere im Jahr 2006 beim WPSL-Teilnehmer River Cities Futbol Club. Vor der Saison 2009 wurde sie der WPS-Franchise Saint Louis Athletica zugeteilt, für die sie die beiden folgenden Jahre auflief. Von 2010 bis 2011 spielte Chalupny dann beim Ligakonkurrenten Atlanta Beat, ehe sie nach der Auflösung der WPS eine Saison bei den Chicago Red Stars in der WPSL Elite absolvierte. Im Anschluss wechselte sie zum schwedischen Erstligisten AIK Fotboll Dam und absolvierte dort in der Saison 2012 neun Partien, während derer ihr ein Treffer gelang.
Im Februar 2013 wurde Chalupny als sogenannter Free Agent von der neugegründeten NWSL-Franchise der Chicago Red Stars verpflichtet. Ihr Ligadebüt gab sie am 14. April 2013 gegen den Seattle Reign FC, in dieser Partie erzielte Chalupny zugleich ihren ersten Treffer in der NWSL. Im Dezember 2015 beendete sie ihre Karriere.

#### Nationalmannschaft
Am 7. März 2001 gab Chalupny ihr Länderspieldebüt für die US-amerikanische Nationalmannschaft. Mit dieser nahm sie unter anderem an der Weltmeisterschaft 2007 und den Olympischen Sommerspielen 2008 teil und gewann dort die Bronze- beziehungsweise Goldmedaille. Seit dem Jahr 2009 wurde Chalupny aufgrund einer Serie von Gehirnerschütterungen, die sie zuvor erlitten hatte, auf ärztlichen Rat nicht mehr für Länderspiele der US-amerikanischen Nationalmannschaft nominiert.
Im Dezember 2014 wurde sie für das Vier-Nationen-Turnier in Brasilien erneut in den Kader der Nationalmannschaft berufen. Am 14. Dezember kam sie beim 2:3 gegen Gastgeber Brasilien nach fünf Jahren Länderspielpause auch wieder zum Einsatz. Auch beim Algarve-Cup 2015 kam sie zum Einsatz und gewann mit ihrer Mannschaft den Titel, wurde aber im Finale nicht eingesetzt. Am 10. Mai wurde sie beim 3:0 gegen Irland zu ihrem 100. Länderspiel eingewechselt. Chalupny wurde auch für den US-Kader der WM-2015 berufen. Sie kam aber nur zu einem Einsatz, als sie im Achtelfinale gegen Kolumbien in der Schlussphase eingewechselt wurde. Am 25. Oktober 2015 bestritt sie beim 3:1-Sieg gegen Brasilien ihr letztes Länderspiel. Insgesamt kam sie in vierzehn Jahren zu 106 Länderspielen, in denen sie zehn Tore erzielte.

### Trainerin
Bereits während ihrer aktiven Karriere als Spielerin sammelte Chalupny von 2010 bis 2012 erste Erfahrungen als Assistenztrainerin der Washington University Bears, der Frauenfußballmannschaft der Washington University in St. Louis. Von 2013 bis 2017 war sie in gleicher Position für die Mannschaft der Maryville University in Town and Country tätig. Zu Jahresbeginn 2018 stieg Chalupny dort zur Cheftrainerin auf.

## Erfolge
- Weltmeisterin 2015
- Olympiasiegerin 2008
- Algarve-Cup-Siegerin 2005, 2008 und 2015